# ペルソナ 〜トリニティ・ソウル〜
『PERSONA -trinity soul-』（ペルソナ 〜トリニティ・ソウル〜）は、PS2用ゲームソフト『ペルソナ3』を原案とした日本のテレビアニメである。2008年1月から6月まで放送された。

## 概要
略称は「Pts」。本作は『ペルソナ3』の世界から10年後にあたるパラレルワールドを描いている。タイトルは「トリニティ・ソウル（三位一体の魂）」とされており、キャラクター原案は副島成記が担当している。

## ストーリー
日本海に面した富山県の新興都市“綾凪市”。10年前から東京の親類に預けられていた神郷慎と洵の兄弟は、兄である諒のいる実家に戻ってきた。
綾凪市ではいくつかの怪奇事件が発生していた。富山湾の潜水艇の中からは乗組員が姿を消し、市内には10年ぶりに無気力症の人々が現れ、何人もの学生が、皮膚の表裏が反転した無惨な死体となって発見された。綾凪警察署長である諒は“ペルソナ”を武器に、秘密裏に一連の事件に関係する組織を追う。慎らもまた事件に巻き込まれていく中で“ペルソナ”を発現させる。

## 登場人物

### メインキャラクター
神郷 慎（かんざと しん）
声 - 岡本信彦（幼少期 - 小林沙苗）
本作の主人公。神郷三兄弟の次男。物語開始時は凪の杜学園高等部二年生だが、物語後半部から三年に進級。両親は絵本作家で、父親の慈（声 - 竹若拓磨）と母親の遥（声 - 森沢芙美）の死後は東京の叔母に育てられていたが、綾凪市へと帰郷する。
正直者で、感情は素直に出すタイプ。冷たい兄と冷めた弟を慈しむ。イメージを粘土造形や絵画によって具現化できる地味な才能がある。
保有するペルソナは、体色がエメラルドグリーンで大きな剣（本来は両親のペルソナが持っていた楔）を持つ。特Aレベルの高い戦闘力に加え、保有者を傷つけず他者のペルソナを切り離す特殊能力を持つ。このペルソナの能力のために、慎は稀人に狙われる。ペルソナの名称はアダムとイヴの次男から「アベル」。
10年前の同時多発無気力症について「列車事故に遭って記憶がない」と言っていたが、それはアヤネのペルソナとの戦いで起きた事を忘れさせるために小松原啓介によって施された催眠療法によるものだった。物語の終盤で、慎はこの出来事を思い出すことになる。
神郷 諒（かんざと りょう）
声 - 子安武人
神郷三兄弟の長男。富山県警綾凪警察署の署長を務める。綾凪市で頻発するリバース事件を独自に追っている。翳りをまとい滅多に笑わない。無愛想で冷徹な性格だが、涙もろい一面もある。
リバース事件を特務権限で捜査、隠蔽しており、その強引な手段は伊藤ら一部署員の反発を買っている。再会した弟達を綾凪市から遠ざけようとし、慎と何度も衝突する。両親の死後、長男として様々な苦悩と決断を一手に引き受けるが、それらを見せることはない。
保有するペルソナの体色はブルーで肘に銃を備えており、特Aレベルの戦闘力を持つ。名称はアダムとイヴの長男から「カイン」。ペルソナ制御剤と才能（真田はこれを「兄としての仮面」と表現）により、成人してなおペルソナを出す事が出来る。ペルソナという存在をあまり快く思っていない節がある。
神郷 洵（かんざと じゅん）
声 - 沢城みゆき
神郷三兄弟の末っ子であり、結祈の双子の兄。物語開始時は凪の杜学園中等部二年生だが、後半部より三年になる。両親の死後は慎と共に東京の叔母に育てられ、共に綾凪市へと帰郷する。
他人との接触をあまり好まないが、ずっと一緒に暮らしてきた慎には懐いている。人の思考や記憶の断片を映像として読み取っている描写がある。10年前の同時多発無気力症による鉄道事故に双子の妹・結祈と共に巻き込まれて頭部に致命的な重傷を負ったが、天才脳外科医・小松原の手によって結祈からの脳移植を受け一命を取り留めた。その影響で結祈の人格（精神）が洵の中に同居するという不思議な現象が起っている（突然少女のような口調で話し始めるといった行動はこれによるものである）。諒は1話でドア越しに「洵と結祈の」会話を聞いている。
保有するペルソナは、ピンクとブルーのラインが入ったペルソナで、名称は「セト」。心を開いている人間の感情を読み取るのは洵と結祈の固有の能力であり、結祈がペルソナの力を失っている時にも叶鳴の気持ちがよくわかるといっていたため、ペルソナ独自の能力ではないことが分かるが、ペルソナによって能力が拡張されている。また、複合ペルソナを抑制する力も持ち、慎と共に稀人らに狙われる。
神郷 結祈（かんざと ゆき）
声 - 沢城みゆき
神郷三兄弟の末っ子であり、洵の双子の妹。10年前の同時多発無気力症による鉄道事故で死亡したが、その精神（人格）は双子の兄・洵の中に今も生きている。洵と会話する事もある。事故当時即死は免れたが致命傷を負い助からないと見限られた一方、重傷ではあるがわずかながらに助かる見込みがあると診断した天才脳外科医小松原啓祐により洵への脳移植が行われた。その結果として移植を受けた洵は存命するに至り、同時に結祈の精神も宿し協生するという不思議な現象が起こる事となった。洵は自らの中の結祈の人格について伏せており兄の慎にも知らせていなかった。洵のペルソナは結祈の精神も伴わないと召喚できない。
人の思いを声として聞き取る能力を持ち、時折洵の中で発現させる。洵の意識がアヤネによって「くじら」の許に送られた際には洵の身体に彼女の精神だけが残った為、その性格や挙動を周囲の人間に見せた。
茅野 めぐみ（かやの めぐみ）
声 - 阿澄佳奈
慎の同級生。ストリートダンス部に所属する少女。明るく面倒見の良い性格で、友人のために不良を叱り飛ばすなど、拓朗をもって「漢だな」と言わしめる。部活の時にふざけてやった「影抜き」で友人が数ヶ月学校に来られなくなったという理由から「影抜き」を人一倍嫌い、影抜きに興味を示す叶鳴に執拗に止めるよう忠告する。
幼い頃に実母を亡くし、現在の母親は義母の美代子（声 - 田中敦子）。幼少時のトラック接触事故でペルソナを覚醒させ、両親と自分は守れたが、義母と実父の間の子供（めぐみにとっては異母弟）を守り切れずに死なせてしまった。弟の死後間もないやりとりで、感情的になっていた義母に「どうして（死んだのが私の実の子供で）アンタじゃなかったの！」と言われて以来、疎遠になっていたが、稀人との交戦で負傷した洵を実家で看病した際に再びペルソナを使い義母を助け、それがきっかけで和解できた。
ペルソナは、朱色を基調にした人魚風の外見で、弓を武器にしている。名称は「ディアナ」。
榊葉 拓朗（さかきば たくろう）
声 - 田坂秀樹
慎の同級生。アフロヘアーをした少年。やや粗暴だが、一度打ち解けると親しみ易い性格。慎からの「影抜き」でペルソナを覚醒させる。ペルソナを上手く操れず、いつも訓練をしている。めぐみに漢惚れしている。幼い頃に父親（声 - 保村真）が消息不明となり、それ以後複雑な環境で生きてきた。トレードマークのアフロヘアーはその際に変えたらしい（本人曰く「半端な奴が近づかないようにするため」）。女性の姿となった父（声 - 喜多村英梨）との再会と別れを経てわだかまりを解き、それ以来ペルソナも操れるようになった。
保有するペルソナは、赤いラインが入った灰色と緑の体という姿で、首の辺りから前後斜めにカマキリの鎌に似た腕が伸びている。名称は「スパルタクス」。雷を起こす能力があり、最後の戦いではその能力を発揮させた。制御出来なかったのは本人曰く「心の底でビビっていたから」らしい。
モーリー / 守本 叶鳴（もりもと かなる）
声 - 中原麻衣
慎の同級生。穏やかな物腰で清楚な雰囲気のある少女。容姿端麗、成績優秀だがやや天然な性格。 いつの間にか知らない場所にいたり、記憶が途切れることが度々ある。孤児として、山咲まゆりと幼少時に養護施設で一緒に暮らしていた。「影抜き」に異常な興味を示し、親友のめぐみの忠告すら無視して密かに影抜きを行うほどの重度の影抜き中毒者だったが、慎達の叱責と助けを受けて手を引く。いつしか慎に惹かれていく。一時は九条に操られて、「モーリー」という名前で活動していた。
正体は稀人が町に影抜きを流行らせ影抜きのうまいもの（＝A潜在者）のデータを抽出させる目的で造り出した、一昔以上前の試作品の改造体であり、複合ペルソナを持つ「人形」。影抜きへの執着はこれらの目的のためのプログラムに起因している。慎たちと関わることで新たな人格を生み出し「人間として」のペルソナも発現させる。物語後半部には既に耐用年数が切れていたのだが、その後も以前と変わらず生活していた（理由は不明）。しかし稀人達に洵と共に連れ去られた一件で自分が人形だった事を知り、同時に活動に限界が訪れてしまい、最後は慎の傍で安らかに眠りについた。彼女の「人間としての」ペルソナはテテュスとの最終決戦の際に慎の前に現れ、彼の危機を救った。
二つの人格で別々のペルソナを持つ（多重OSと呼ばれる）。「人形としての」複合ペルソナは赤黒い体にピンクのラインが引かれた人間に近い形状で、「人間としての」ペルソナは薄いピンクの瓶に似た形状をしている。この稚拙な風貌は人間として目覚めたばかりの叶鳴に由来するらしく、めぐみはこれを「ペルソナの赤ちゃん」と称した。「人間としての」ペルソナには衝撃波を放ち標的にのみダメージを与える能力がある。「人形としての」複合ペルソナの名称は「アシュトレト」、「人間としての」ペルソナの名称は「アスタルテ」。

### サブキャラクター
戌井 暢（いぬい のぼる）
声 - 関智一
学生寮の寮監。禁止されているが、年老いた犬を部屋で飼っている。飄々としてどこか抜けた感じのする青年だが、過去にペルソナ使いに囲まれた環境にいたことがあり、関連した知識を持っている。
真田と共に諒と同じグループ（ペルソナ対策の特殊チーム）に属し、慎達の動向を逐一報告していた。特A潜在の情報収集やヘリコプターの操縦等、サポート役として行動している。
過去にA潜在以上の能力を持っていたらしく、ペルソナ保有者からの害意を受け、周りの人間が無気力症になっているにも関わらず、意識を保つことができた（肉体的に損傷は受けている）。
山咲 まゆり（やまさき まゆり）
声 - 佐古真弓
ミステリアスな転校生の少女。好きな食べ物は牛丼。叶鳴とは昔、養護施設で一緒に暮らしていた過去があるが、まゆりは叶鳴と違って「いい家にもらわれていった」ため、関係は少しぎこちない。ストリート系のファッションに詳しいという一面を持ち、榊葉拓朗と同時期に同じショップでバイトを始める（同じバイトを狙ったのかどうかは不明）。
その正体は稀人のメンバー・橘花沙季であり、叶鳴との関係は稀人のA潜在調査の為に偽の設定を叶鳴が本当だと思い込まされていただけである。現れた目的は叶鳴のメンテナンス、神郷兄弟の監視。
田坂 悠美（たさか ゆみ）
声 - 水沢史絵
めぐみの先輩。ストリートダンス部に所属している。リバース事件発生に伴い警察の保護下にあったが、稀人に襲われペルソナを剥離されかける。辛くも命は取り留めるが、重度のPTSDに陥り入院する。強制剥離未遂によってペルソナを損傷しており、ペルソナの発現は不可能だろうといわれている。
岡崎 孝司（おかざき たかし）
拓朗の同級生。「しょっぺぇ」が口癖のバンド少年。歌が上手かったが、ポリープが喉にできたため手術をしていた。バンド復帰時期について拓朗と揉めたが、それは互いの間に友情があったからこそ。バンド復帰を目前にして、壮太郎によってペルソナを剥離され死亡。その死は警察によって現在も秘匿されているため、拓朗は「今もどこかで生きている」と思っている。
渡辺（わたなべ）
声 - 増田裕生
カラオケ店で影抜きと称した猥褻行為を度々繰り返していた集団の金髪の男。めぐみの友人を過去に傷つけたこともあったようで、めぐみは渡辺に対して強い怒りを抱いていた。カラオケ店でめぐみと叶鳴に睡眠薬を盛って猥褻行為を目論むが、その途中で身体がリバースして死亡。まわりの仲間も全員無気力症に陥った。この件の犯人は稀人ではなく、別に存在している。
二階堂 映子（にかいどう えいこ）
声 - 小林沙苗
北日本監察医務院の監察医だが、6話から綾凪署に出向となる。神郷兄弟とは昔からの知り合いで、慎や洵を弟のように思っている。諒に想いを寄せていたが、10年前の同時多発無気力症の事故による神郷家への損害により諒が他人を徹底的に遠ざけるようになってしまい、その関係は平行線のまま現在に至る。
富山湾で起きた行方不明事件について独自に調査している。大学生時代に富山湾にダイビングした際、海の底に光る何かを見た。
伊藤 久仁雄（いとう くにお）
声 - 江川央生
綾凪署刑事課主任の巡査部長。諒がリバース事件の情報を隠蔽しようとしているのに疑念を抱いている。10年前に起こった同時多発無気力症による事故・災害によって妻子を失っている。本来、普通の人間がペルソナの力に晒されると何らかの影響があるはずだが、慎たちの戦闘に立ち会っても何ら影響が無かったため、真田から「過去に強いペルソナを持っていたのではないか」と指摘される。
楢崎 智弘（ならさき ともひろ）
声 - 川原慶久
綾凪署刑事課の捜査員。2メートル近い長身の男。伊藤のバディで、共に諒やカラオケ事件に巻き込まれた学生の監視を行う。ただ、その長身故に尾行に失敗することも多い。
稀人が洵を誘拐する際に彼を見張っていた楢崎は、相手が全員ペルソナ使いということの危険性を熟知していたにも関わらず、臆することなく単身で彼らの前に赴いたが、洵を連れ去る直前の橘花が守本を合言葉で人形として覚醒させたことに気づけず、倒れていた彼女の身を案じ近寄ったところをペルソナに攻撃され無気力症になってしまう。物語終盤で意識を取り戻したが、その際は彼の体に伊藤の妻の意識が宿っていた。
久保（くぼ）
声 - 中博史
綾凪署の副署長。署長が不在の場合は署のすべてを取り仕切る立場にある。諒に対して不信感を抱く伊藤を諌めるなど、歳若い署長の立場に対して理解はある様子。
片山（かたやま）
綾凪署の捜査員。リバース事件発生に伴い、岡崎孝司の保護を担当していたがその途中で稀人に襲われ、無気力症に陥った。現在も病院に入院中。放心状態の顔に時折、笑顔が浮かぶことがあるらしい。
真田 明彦（さなだ あきひこ）
声 - 緑川光
戌井と共に諒を密かにサポートしていた人物。諒の同期。警察に籍を置き、一連の猟奇事件を独自調査し事情を知る一人。ペルソナ特殊部隊の設立に参加していた。
1話より諒との電話での会話に謎の声として登場していたが、14話より参事官として姿も登場。アイドルに詳しい（本人曰く「常識の範疇」）。綾凪署にて慎に接触している。その後神郷家を訪れ、綾凪市の事件の真相を慎と洵に話したうえで、慎・拓朗・めぐみによる対マレビト用ペルソナ部隊を結成しその指揮を執る（叶鳴のペルソナの覚醒は戌井らによって視認されているはずだが、彼女はメンバーに入るどころかことの真実をも聞かされていなかった）。10年経ってもマイペースな性格や健康オタクな所はまったく変わっていない。
本作の原案となった『ペルソナ3』では主人公たちと一緒に「特別課外活動部」のメンバーとして登場している。
小松原 啓祐（こまつばら けいすけ）
声 - 勝部演之
天才脳外科医にして精神科医。神郷夫妻と共に政府の機関でペルソナの研究をしていた。10年前、綾凪市で同時多発事故に遭った洵の脳外科手術と慎の催眠暗示を行った。その際、本来の目的を隠すために娘を探しに偶然綾凪市を訪れたと身分を詐称した。
一連の真相を知った神郷によって5年前に殺され事故死として処理されるが、のちに稀人の真相に近づくことから「九条 稀也」として再び彼の前に現れる。
アヤネ / 小松原 彩音（こまつばら あやね）
声 - 能登麻美子
ふとした折に神郷兄弟などの前に現れそしていつの間にか消える、赤い髪の少女。洵との逢瀬にてその名を告げた。第一話から既に登場しており、そのときは白いワンピースを着た幼女の姿だったが、それ以降の話で登場した際には赤い服を着て成長した少女の姿をとっていた。富山湾の海の底にいることもある。彼女の周囲には、神郷兄弟の両親が作った絵本「くじらのはね」に登場する羽根に酷似した白い羽根が舞い落ちる。なお、それと似たような羽根が富山湾の行方不明事件現場でも見かけられている。外見の年齢が幼女や少女に様々と変わったり、空中に浮遊したり、相手に幻覚を見せたりと存在や能力には謎が多い。また、10年前の同時多発無気力症を引き起こした原因かのような描写も見られる。
正体は小松原の娘であり、稀人の地下本部にはこのアヤネに酷似した素体「テテュス」があり、九条はこれを使って自らの目的の達成を試みる。ペルソナの名称は「アディティ」。
テテュス
稀人地下本部に保管されている少女の姿の素体。容姿はアヤネに瓜二つだが、髪は短く病院着のような水色の服を着ている。感情を表に出すことや声を発することはなく、常に無表情。ペルソナを持ち、自分のペルソナによって無気力症を引き起こすこともできる。物語の終盤でアヤネと融合し、洵を媒介にくじらとの融合を試みる。
ペルソナは黒い体に赤い模様がある巨大なもので、金色のリングが体の周りを取り巻いている。名称は「ディーヴィ」。
紫倉 統馬（しくら とうま）
声 - 浪川大輔
稀人を名乗るグループのリーダー格の男。常に冷静沈着な性格。諒を仲間に引き入れようとするも交渉が決裂し、その後の戦闘で死亡した。なぜかのちに諒と再会し交戦することになる。再戦の際には白い羽とともに姿を消した。巨大な複合ペルソナを持つ。名称は「ネブザルアダン」。
紀本 祐史（きもと ゆうじ）
声 - 飛田展男
稀人に所属する男で「リバース事件」実行者の一人。やや粗暴で思慮に欠ける性格だが、統馬を兄のように慕っている。慎のペルソナに自らのペルソナを切り離されたことを秘匿し、統馬の死に際して逃亡したため、稀人に戻れず財布まで落としてしまったために苦しいバイト生活を続けていた。その後稀人に拘束され、稀人の装置によって再びペルソナを回復した。しかし壮太郎の脅しともとれる言葉におびえ、脱走を図り、九条のペルソナによってペルソナを剥離され殺害される。
複合ペルソナの体色はグリーンとブラック。名称は「ウトナピシュティム」。
瀬能 壮太郎（せのう そうたろう）
声 - 高城元気
稀人の一人で最年少。加虐的で非常に好戦的な性格。所属する稀人側の思惑を無視して、慎を付けねらう。群れるのを嫌い単独行動する事が多い。他人を小馬鹿にしたような口調を取るが、戦闘中にダメージを追った沙季や有働を助けたりするなど、仲間思いの一面もある。九条の真の目的と自らの運命を悟っており（最後は九条に使い捨てられるであろう自分たちのことを「お客」であると皮肉る）、物語の終盤でアヤネの殺害を試みるも返り討ちに遭い、テテュスにペルソナを剥がされリバースして死亡した。
複合ペルソナはダークグリーンの体色で大きな槍を持つ（この槍は銃のように射撃して攻撃することも可能）。名称は「グウキョウ」。
橘花 沙季（たちばな さき）
声 - 佐古真弓
稀人の紅一点。統馬に思慕を抱き、壮太郎を弟のように思いやっている。祐史と同じく慎のペルソナに敗れ、自らのペルソナを消滅させられそうになる。その直後、壮太郎によって消えかけたペルソナを取り込まれ、結果としてペルソナを失う。その後、稀人の装置によって再びペルソナを得る。稀人の組織内では唯一「人形」である叶鳴を思いやっていた。
後に叶鳴を「合言葉」で人形として覚醒させ、洵を稀人の研究施設へ連れ去る。研究施設で叶鳴に本当のことを話した直後、テテュスにペルソナを引き剥がされ、体がリバースして死亡する。死の直前に稀人の自分を（稀人であるという事実を知らなかったとはいえ）友人として接してくれた拓朗の顔を見て、微笑んだ。
複合ペルソナは赤い体色に緑の髪を持つ女性的な風貌。名称は「ネブカドネツァル」。他の複合ペルソナに比べ、吸収したペルソナの数は少ないらしい。
玖珠 若桜（くす わかさ）
声 - 代永翼
物語中盤で新たに現れた稀人。椎葉の双子の兄。椎葉とは違い、表情豊かで口数も多い。九条の昏睡によってカプセルを失い、ペルソナを暴走させて死亡する。保有する複合ペルソナは菱形に似た風貌の黒い体色のペルソナで、椎葉のペルソナと酷似している。ペルソナの名称は「シンシュクホウ」。
玖珠 椎葉（くす しいば）
声 - 代永翼
物語中盤で新たに現れた稀人。若桜の双子の弟。若桜の逆で非常に寡黙であり、無口。九条を半ば崇拝している。物語終盤で九条にペルソナを剥がされて死亡した。保有する複合ペルソナは若桜と酷似している。ペルソナの名称は「コケイトク」。
有働 泰市（うどう たいち）
声 - 安元洋貴
物語中盤で新たに現れた稀人。黒縁眼鏡をかけ、白いダウンジャケットを着たドレッドヘアの男。冷静さと仲間への温情を併せ持つ性格で、稀人の危機には複合ペルソナを手放す事も提案した。紫色の人型のペルソナを操っていたが、慎のペルソナによってペルソナを切り離される。ペルソナの名称は「ヘルモード」。
九条 稀也（くじょう まれや）
声 - 勝部演之
稀人達を操る車椅子の老人。すべての無意識の救済を目的としている。稀人を使ってA潜在の収集を行い、その過程で見つけた慎のペルソナの能力に強い興味を示す。人間として死ぬ直前に自らをペルソナに喰らわせ、それによって生き延びている存在であるため、ペルソナを発現させると、九条はペルソナと一体化する。物語終盤で慎のペルソナによって倒され、その後はテテュスにペルソナを吸収されたことで消滅する。ペルソナは四つの腕と長い頭部が特徴。名称は「ゴウザンゼ」。

## 用語
ペルソナ
心の奥に潜むもうひとりの自分の姿。適性ある者のみが神や魔物の如き姿をもってそれを具現化させ、自らの存在を脅かすもの、相容れぬものと戦うことができる。ペルソナは心の一部であり、保有者と切り離すことは不可能なものとされている。保有者の強い精神によって御され、基本的には保有者を守護しているが、保有者が御するに足りる状態にないと、暴走したり、自らの意思を持つように行動することもある。
本作ではこれの保有者は「A潜在」「特A潜在」と呼ばれており、危機に直面した場合や「影抜き」を受けることによって覚醒する場面が描かれている。作中では成長するにつれてペルソナの発現が困難になっていく事が明らかになっている。
A潜在（Aせんざい）
先天のペルソナ使いのこと。諒や電話の男、そして稀人らもこの単語を使っていたことから、どこかで公的に設定されている単語と考えられる。
またペルソナを発現させることなく大人になった（或いは年齢制限で発現が不可能になった）「定年A潜在」も資質を持っていたことには意味があり、常人なら無気力症になってしまうようなペルソナからの害意にも耐性がある。この定年A潜在に該当するのは神郷夫妻・戌井暢・真田明彦・伊藤久仁雄である。薬の力を借りる以外には定年から逃れる手段はない上に薬にも副作用があり、頭痛や目眩などの症状を引き起こす。
特A潜在（とくAせんざい）
A潜在を凌ぐ強いペルソナ使いをこう称する。作中では慎と諒がこれに該当。
影抜き（かげぬき）
街や凪の杜学園で流行している拓郎曰くドラッグのようなもの。影抜きを試みると不安や恐れといった負の感情、ストレスなどが発散・緩和され、快楽・快感が得られる模様（叶鳴を影抜きに誘う男子学生たちは影抜きの際に彼女が喘ぎ悶える姿を集団で鑑賞するのを目的としていたようである）。具体的にどのような行為をするのかは描写されていないが少なくとも二人以上の人間がいないとできないらしく、慎が拓朗に施した際は外見上は肩に手を触れているだけであった。
副作用はないとされているが、過度に行うと依存症のような状態に陥ることがあり、それがドラッグと喩えられる原因の一つでもある。
また影抜きの技術は使用者のペルソナの力に比例するため、稀人がA潜在を見つけるためにモーリー(叶鳴)を使い綾凪市に流行らせた。
リバース事件（リバースじけん）
現在連続して発生している猟奇殺人事件の通称。「肉体の表裏が反転したような死体」が発見される事からこう呼ばれる。これはペルソナ能力者（及びその素養を持つ者）がペルソナを剥離させられた場合に生じる現象で、そのほとんどは稀人による犯行。被害者は世間で「影抜き」がうまいと評されていた人物、即ちA潜在者で彼らが世間的に行方不明扱いとなっているのは、リバース事件そのものが警察によって秘匿されているため。
稀人（まれびと）
メンバーは20歳前後の若者達で構成されており、「A潜在」「特A潜在」と呼ばれる者達を狙いリバース事件を起こしている複合ペルソナ保有者の集団。他者のペルソナを取り込み肥大した複合ペルソナを制御する為、常に制御剤を服用している。彼らはなぜか戸籍を持っておらず、作中で言及はなかったが（なぜ山崎まゆりが凪の杜学園に編入できたのかという疑問もあった）稀人の協力者を名乗る中央省庁の人間の圧力によって抹消されている可能性がある。
複合ペルソナ（ふくごうペルソナ）
稀人たちが保有しているペルソナ。他人のペルソナを黄色い触手のようなもので捕捉し、剥離・吸収する事ができる。しかし、柊製薬のペルソナ制御剤を服用しないと、吸収したペルソナの数に比例した苦痛が症状として現われ、やがて複合ペルソナが暴走をはじめて、所有者の制御を離れてしまう。10年前に専門の研究グループによって生み出された。最初に複合ペルソナを取り付けられたのは小松原啓祐の娘、彩音である。
綾凪市（あやなぎし）
富山湾に面した湾岸都市。10年前に突如発生した同時多発無気力症による事故・災害によって、街の中心部は壊滅的ともいえる被害に見舞われたが、その後、未来型都市としての復興を遂げた。当時進行中であった都市計画との齟齬により、沿岸部に建造途中であった橋脚などがそのまま放置されている。かつての面影を薄れさせた都市部に対し、郊外には昔の風情を残した地域が今も残っている。
無気力症（むきりょくしょう）
リバース事件と平行して再発し始めた精神疾患。動くことはおろか喋ることもできなくなる程の無気力に陥る。具体的にどのようにしたら無気力症になるかは不明（17話においてペルソナに触れただけで無気力症になる例と健常なままである例が共に描写された）。
10年前には、綾凪市とその周辺地域において突如多くの市民が発症し、交通網の発達した都市部では、同時に起きた自然災害との併発で多くの死亡事故を発生させる原因となった。作中でも当事の被害者やその遺族が複数登場している。
深海艇乗組員行方不明事件（しんかいていのりくみいんゆくえふめいじけん）
富山湾で潜航中だった深海艇の乗組員が忽然と姿を消してしまった事件。完全な密室状態、なおかつ深海で起きた行方不明事件で、事件の真相は未だ明かされていない。現場では白い羽根が確認されている。
また富山湾では10年前から行方不明事件が多発しており、そこでも共通して白い羽根の目撃証言が残されている。
19話にて、多数の行方不明者が発見されたが、彼らは全員人格と肉体が一致しない症状を呈していた。
くじらのはね
神郷兄弟の両親が作った絵本。富山湾における行方不明事件を彷彿とさせる話が書かれている。慎の母は大切な人がみんな幸せになる話だと語ったが、実際のところは、はじめて読む人に対して幸福よりも不気味な印象を与える結末となっている。伊藤曰く「誰もいない人間に優しい本」。
また、本作で度々出てくる正体不明の白い羽根のほうもこう呼ばれることがある。アヤネが現れた場所には必ずくじらのはねがある。
出版される前に結末が神郷諒によって書き換えられている。
特殊部隊計画（とくしゅぶたいけいかく）
ある財閥（桐条の可能性がある）によるペルソナ研究が大きくなったもの。
秘密裏に行われていたペルソナを持った人間を使ってのスパイ計画。ペルソナの年齢制限のために頓挫した。真田や諒、戌井も関与していた。

### 設定・モデル
- 本作はゲームを中心にしたペルソナシリーズの一つであり、各設定はシリーズ作品を踏襲したものが多い。ただし、ペルソナ発現の年齢の上限は今作だけのものである。原作となったペルソナシリーズでは、年齢に関係なく覚醒した人間がペルソナを発現させることができる。
- 本作のペルソナ使いは、原案の『ペルソナ3』のようにペルソナ召喚器を必要とはしない（原作ペルソナシリーズでは、『ペルソナ3』以外のキャラクターたちは召喚器を介さずペルソナを発現させ、また召喚器という概念さえない。もっとも、ペルソナ3でも召喚の補助に召喚器を使っているだけで、なくとも召喚自体は可能である）。
- 綾凪市は富山湾に面しており臨海工業地帯が確認できる。LRTタイプの車両 (LRV) は富山ライトレールのポートラムをモデルにしている。また、海王丸パーク（本作では海浜公園として登場）や建設中（2008年2月の時点）の新湊大橋と酷似したものが登場している。

## スタッフ
- 原案 - 『ペルソナ3』 (ATLUS)
- 監督 - 松本淳
- 助監督 - 羽生尚靖
- メイン・キャラクター原案 - 副島成記
- キャラクターデザイン・総作画監督 - 石井百合子
- シリーズ構成 - むとうやすゆき
- ペルソナデザイン - 玄馬宣彦
- メカデザイン - 常木志伸
- 美術監督 - 鈴木路恵
- 色彩設計 - 中島和子
- 撮影監督 - 石原浩二
- CGIディレクター - 古川貴之
- 編集 - 西山茂
- 音楽 - 岩崎琢
- 音響演出 - はたしょうじ
- プロデューサー - 足立和紀、成毛克憲、可知秀幸、金庭こず恵
- アニメーションプロデューサー - 大松裕
- 制作プロデューサー - 落越友則
- アニメーション制作 - A-1 Pictures
- 製作 - ペルソナ 〜トリニティ・ソウル〜 製作委員会（アニプレックス、ソニー・ピクチャーズエンタテインメント、ウィーヴ、ムービック）

## 主題歌
オープニングテーマ
「Breakin' through」（第1話 - 第13話）
作詞 - 椎名慶治（surface）/ 作曲 - TAKUYA / 編曲 - TAKUYA・h-wonder / 歌 - 喜多修平（ANIPLEX）
「WORD OF THE VOICE」（第14話 - 第26話）
作詞 - KOHSHI ASAKAWA / 作曲 - TAKESHI ASAKAWA / 編曲 - FLOW・ha-j / 歌 - FLOW（キューンレコード）

エンディングテーマ
「SUICIDES LOVE STORY」（第1話 - 第13話）
歌・作詞 - 北出菜奈（SMEレコーズ） / 作曲 - 安原兵衛 / 編曲 - 渡辺和紀
「Found Me」（第14話 - 第26話）
作詞 - mavie / 作曲 - 黒須克彦 / 編曲 - nishi-ken / 歌 - 川村ゆみ（ANIPLEX）

## 各話リスト
| 話数 | サブタイトル         | 脚本                    | 絵コンテ                  | 演出                    | 作画監督                                           | ペルソナ 作画監督 |
| ---- | -------------------- | ----------------------- | ------------------------- | ----------------------- | -------------------------------------------------- | ----------------- |
| 1    | 特A潜在              | むとうやすゆき          | 松本淳                    | 羽生尚靖                | 石井百合子                                         | 玄馬宣彦          |
| 2    | 影抜き               | むとうやすゆき          | 雲井一夢                  | 高橋順                  | 林勇雄、髙田晃                                     | 玄馬宣彦          |
| 3    | マレビト             | むとうやすゆき          | 下司泰弘                  | 下司泰弘                | 河野真貴、岡崎洋美                                 | 鈴木藤雄 玄馬宣彦 |
| 4    | くじらのはね         | むとうやすゆき 松田沙也 | つるやまおさむ            | つるやまおさむ          | 藤原未来夫                                         | 玄馬宣彦          |
| 5    | 強いられた結合       | 大西信介                | 松林唯人                  | 松林唯人                | 清水祐実                                           | 玄馬宣彦 柳隆太   |
| 6    | 署長が消えた日       | むとうやすゆき          | 山本寛                    | 岡嶋国敏                | 田辺謙司                                           | -                 |
| 7    | 私という他者         | ヤスカワ正吾            | 大久保富彦                | 大久保富彦              | 波風立流                                           | 玄馬宣彦          |
| 8    | クスノキの下で       | むとうやすゆき 松田沙也 | 橘正紀                    | 高島大輔                | 河野真貴 青木流水                                  | 玄馬宣彦          |
| 9    | 海からの呼び声       | 大西信介                | 布施木一喜                | 高橋順                  | 松岡秀明                                           | -                 |
| 10   | 影は薄暮に微笑う     | ヤスカワ正吾            | 香川豊 下司泰弘           | 岡嶋国敏 羽生尚靖       | 田辺謙司                                           | 玄馬宣彦          |
| 11   | 依存の定義           | むとうやすゆき 松田沙也 | 松林唯人                  | 松林唯人                | 清水祐実 米澤優                                    | -                 |
| 12   | 救済者               | むとうやすゆき          | 島津裕行                  | 下司泰弘                | 岡崎洋美、藤原未来夫                               | -                 |
| 13   | 朱に染まる雪原       | むとうやすゆき          | 雲井一夢                  | 筑紫大介                | 毛利志乃舞、柳隆太 野田康行、青木水流              | 玄馬宣彦 柳隆太   |
| 14   | 狭間の彷徨           | むとうやすゆき          | 大久保富彦                | 大久保富彦              | 波風立流                                           | -                 |
| 15   | 明日を閉ざすもの     | 菅正太郎                | 嵯峨敏                    | 嵯峨敏                  | 山本美佳、神本兼利 杉藤さゆり                      | -                 |
| 16   | 解放の子と治癒の聖霊 | むとうやすゆき 松田沙耶 | 増井壮一                  | 下司泰弘 羽生尚靖       | 河野真貴、米澤優 藤原未来夫                        | 玄馬宜彦 柳隆太   |
| 17   | 風の里にて           | 大西信介                | 笹木信作                  | 岡嶋国敏 下司泰弘       | 田辺謙司 藤原未来夫                                | -                 |
| 18   | 沈む夢               | ヤスカワ正吾            | 松林唯人                  | 松林唯人                | 砂田アリス、沼田誠也 清水祐実                      | 柳隆太            |
| 19   | 帰還者               | むとうやすゆき          | 雲井一夢                  | 筑紫大介                | 佐野隆雄、青木水流                                 | -                 |
| 20   | おもいで             | むとうやすゆき          | 政木伸一                  | 政木伸一                | 向山祐治、仲田美歩 渡辺英樹、藤田正幸              | -                 |
| 21   | 残刻                 | 大西信介                | 島津裕行                  | 下司泰弘                | 野田康行、清水裕輔 川口千里                        | 柳隆太            |
| 22   | 依り代               | ヤスカワ正吾            | 松本淳 橘正紀             | 高島大輔                | 高橋瑞香、米澤優 川上将大                          | 玄馬宣彦 柳隆太   |
| 23   | 絆を抱いて           | 菅正太郎                | 神楽坂時市                | まつもとよしひさ        | 徳田夢之介                                         | -                 |
| 24   | 贖罪の楔             | 松田沙耶                | 松林唯人                  | 松林唯人                | 河野真貴、岡崎洋美                                 | 柳隆太            |
| 25   | 謂れなき喪失         | むとうやすゆき          | 羽生尚靖 下司泰弘         | 羽生尚靖 下司泰弘       | 清水裕輔 青木水流                                  | -                 |
| 26   | 浮上する未来         | むとうやすゆき          | 島津裕行、玄馬宣彦 松本淳 | 松本淳、高橋順 筑紫大介 | 石井百合子、川口千里 高橋瑞香、徳田夢之介 岡崎洋美 | 玄馬宣彦 柳隆太   |

※次回予告は毎回神郷洵 / 結祈役の沢城みゆきが担当しているが、予告中の一人称は必ずしも洵や結祈のものではなく、回ごとに様々な登場人物による視点で語られるものとなっている。

## 放送局
※16:9マスター制作
| 放送地域   | 放送局       | 放送期間                                       | 放送日時                              | 放送系列       | 備考                           |
| ---------- | ------------ | ---------------------------------------------- | ------------------------------------- | -------------- | ------------------------------ |
| 東京都     | TOKYO MX     | 2008年1月5日 - 6月28日                         | 土曜 22:30 - 23:00                    | 独立UHF局      |                                |
| 日本全域   | BS11         | 2008年1月5日 - 6月28日                         | 土曜 23:00 - 23:30                    | BSデジタル放送 | 『ANIME+』枠                   |
| 近畿広域圏 | 毎日放送     | 2008年1月5日 - 7月5日                          | 土曜 26:25 - 26:55                    | TBS系列        | 『アニメシャワー』第2部        |
| 日本全域   | アニマックス | 2008年1月7日 - 4月28日 2008年5月12日 - 6月30日 | 月曜 22:30 - 23:00 月曜 22:00 - 22:30 | CS放送         | 『MEGA ZONE』枠 『LEVEL 22』枠 |
| 千葉県     | チバテレビ   | 2008年1月7日 - 6月30日                         | 月曜 26:40 - 27:10                    | 独立UHF局      |                                |
| 中京広域圏 | 中部日本放送 | 2008年1月9日 - 7月2日                          | 水曜 26:20 - 26:50                    | TBS系列        |                                |
| 埼玉県     | テレ玉       | 2008年1月12日 - 7月5日                         | 土曜 26:00 - 26:30                    | 独立UHF局      |                                |
| 神奈川県   | tvk          | 2008年1月12日 - 7月5日                         | 土曜 28:00 - 28:30                    | 独立UHF局      |                                |
| 日本全域   | GYAO!        | 2008年1月13日 - 7月6日                         | 日曜 12:00 更新                       | ネット配信     | 1週間無料配信                  |

### 特別番組
TVシリーズ総集編とスタッフインタビューで構成された特別番組で、タイトルは『PERSONA -trinity soul- パーフェクトガイド』。
| 放送地域 | 放送局   | 放送日        | 放送時間           | 放送系列       | 備考         |
| -------- | -------- | ------------- | ------------------ | -------------- | ------------ |
| 東京都   | TOKYO MX | 2008年9月24日 | 水曜 23:30 - 24:00 | 独立UHF局      |              |
| 日本全域 | BS11     | 2008年10月4日 | 土曜 23:00 - 23:30 | BSデジタル放送 | 『ANIME+』枠 |

| TOKYO MX 土曜22:30 - 23:00枠                 | TOKYO MX 土曜22:30 - 23:00枠 | TOKYO MX 土曜22:30 - 23:00枠 |
| 前番組                                       | 番組名                       | 次番組                       |
| -------------------------------------------- | ---------------------------- | ---------------------------- |
| 地球へ… 【土曜 17:00 - 17:30へ放送時間変更】 | PERSONA -trinity soul-       | 鉄腕バーディー DECODE 第1期  |

## ラジオネット版
2008年1月15日から7月29日まで音泉にて「ペルソナ ラジオ」が配信された。毎週火曜日更新で全29回。パーソナリティは神郷慎役の岡本信彦と神郷諒役の子安武人。
また放送の始まる2007年12月28日には0回として岡本が単独でパーソナリティを務めたラジオが配信された。
- ラジオCD「ペルソナ ラジオ」Vol.1（2008年6月25日発売、SMD jutaku）
- ラジオCD「ペルソナ ラジオ」Vol.2（2008年6月25日発売、タブリエ・コミュニケーションズ）

## 関連商品

### DVD
『PERSONA -trinity soul- TVシリーズ』全10巻（アニプレックス）

### ドラマCD
PERSONA -trinity soul- The Sound of Christmas
フロンティアワークスより2008年11月27日に発売された。全1巻。アニメーションスタッフの内の一人の松田沙也によるシナリオとなっている。

## 小説版
PERSONA -trinity soul- ノベル
著者：勝沢哲也、第1巻 2008年10月発売 / 第2巻 2008年11月発売、ヴィレッジブックス
アニメをノベライゼーションにしている。稀人サイドのエピソードが構成上に多く取り入れられ、アニメの補完的な意味合いが強い。